# H-5'Safawi
H-5'Safawi är en flygplats i Jordanien. Den ligger i den nordöstra delen av landet, 120 km öster om huvudstaden Amman. H-5'Safawi ligger 676 meter över havet.
Terrängen runt H-5'Safawi är platt. Runt H-5'Safawi är det mycket glesbefolkat, med 5 invånare per kvadratkilometer. Trakten runt H-5'Safawi är ofruktbar med lite eller ingen växtlighet.